# طريق أمازون 53
طريق أمازون 53 (بالإنجليزية: Amazon Route 53)‏ (وقد تُعرف أحيانًا بالطريق 53 فقط) هو مُقّدم خدمة نظام اسم المجال (DNS) قابل للتطوير ومتاح للمُستخدمين. تَمَّ إصداره رَسميًا في 4 ديسمبر 2010، وهو يُعتبر جزء من منصة الحوسبة السحابية لآمازون المُختصة بخدمات أمازون ويب. الاسم هو إشارة مُحتملة لنظام الطرق السريعة المرقمة بالولايات المتحدة،  والرقم «53» هو إشارة إلى منفذ TCP / UDP 53 [الإنجليزية]، وهو منفذ تتم فيهِ معالجة طلبات خادم نظام أسماء النطاقات. بالإضافة إلى القدرة على توجيه المستخدمين إلى خدمات أمازون ويب المختلفة، بما في ذلك مثيلات EC2، فإنَّ هذا المُقدم يُمَّكِن لعملاء خدمات أمازون ويب (مُختصر: AWS) أيضًا من توجيه المستخدمين إلى بنية تحتية غير تابعة لـ خدمات أمازون ويب (AWS) ومراقبة صحة تطبيقاتهم ونقاط النهاية الخاصة بهم. يتم توزيع خوادم طريق آمازون 53 في جميع أنحاء العالم رَسميًا.
ينشئ العملاء مناطق مستضافة تَعمل كحاوية أساسية لأربعة خوادم أسماء. تنتشر خوادم الأسماء عبر أربعة نطاقات مستوى أعلى مُختلفة، بحيث يمكن للعملاء إضافة وحذف وتغيير أي سجلات نظام اسم المجال في المناطق المستضافة الخاصة بهم. تقدم الخدمة أيضًا خدمات تسجيل المجال لعملاء خدمات أمازون ويب من خلال الطريق 53. توفر أمازون اتفاقية مستوى الخدمة (اختصار SLA) للخدمة التي تكون متاحة دائمًا في جميع الأوقات (متوفرة وفقًا للشركة بنسبة 100٪).

## أنواع سجلات DNS المدعومة
- A
- AAAA
- CAA
- CNAME
- MX
- NAPTR
- NS
- PTR
- soa
- SPF
- SRV
- TXT

## روابط خارجية
- صفحة Amazon Route 53 الرئيسية الرَسمية
- مرجع Amazon Route 53 API الرسمي